# الله الله يا منتخبنا (أغنية)
الله الله يا منتخبنا أغنية رياضية وطنية سعودية للفنان طلال سلامة أنتجت أثناء مشاركة المنتخب السعودي في بطولة كأس آسيا 1984 في سنغافورة التي حقق لقبها المنتخب السعودي بتغلبه على منتخب الصين. وتعد هذه الأغنية من أشهر الأغاني الرياضية في السعودية، وهي من كلمات محمد صالح نوار وألحان محمد شفيق.

## قصة الأغنية
انطلقت هذه الأغنية أيام كأس آسيا 1984 في سنغافورة البطولة التي أعلن فيها المنتخب السعودي عن نفسه بطلاً لأكبر قارات الأرض، وقد كلف الأمير فيصل بن فهد بن عبد العزيز الملحن محمد شفيق بإنتاج أغنية خاصة للمنتخب، وشارك شفيق مع الكاتب محمد صالح نوار في صياغة لحن وكلمات أغنية "الله الله يامنتخبا.. إن شاء الله تحقق أملنا"، دون أن يتوقعا النجاح الذي ستحققه الأغنية فيما بعد.
واختير الفنان طلال سلامة ليؤدي هذه الأغنية، و"فاجأ الجميع بالأغنية التي بثها التلفزيون السعودي حينها وحفظها الجميع. كانت أغنية مختلفة في إيقاعها ولونها وكوبليهاتها المميزة، وكانت الولادة الحقيقية لطلال سلامة".

## كلمات الأغنية
الله الله يا منتخبنا
إن شاء الله تحقق املنا
باسم الوطن .. العب بفن
العب يا كابتن.. مثّل بلادك
ولك الشرف
خطط لهجمه .. مرسومة رسمه
تصنع هدف
هز الشباك .. جمهورك وراك
يهتفوا يهللوا .. يهللوا ويهتفوا
الله الله يا منتخبنا.

## روابط خارجية
الله يا منتخبنا الفنان طلال سلامهالله الله يا منتخبنا الفنان طلال سلامه